# Region Moesa
Region Moesa (niem. Region Moesa) – jednostka administracyjna w Szwajcarii, w kantonie Gryzonia. Powstała 1 stycznia 2016. Powierzchnia regionu wynosi 496,06 km², zamieszkany jest przez 9071 osób (31 grudnia 2022). Siedziba administracyjna regionu znajduje się w miejscowości Roveredo. 

## Gminy
W skład regionu wchodzi dwanaście gmin: 
| Gminy regionu Moesa    | Gminy regionu Moesa    | Gminy regionu Moesa       | Gminy regionu Moesa | Gminy regionu Moesa |
| Herb                   | Nazwa gminy            | Ludność (31 grudnia 2020) | Powierzchnia km²    |                     |
| ---------------------- | ---------------------- | ------------------------- | ------------------- | ------------------- |
| Buseno                 | Buseno                 | 91                        | 11,15               |                     |
| Calanca                | Calanca                | 201                       | 37,72               |                     |
| Cama                   | Cama                   | 589                       | 14,99               |                     |
| Castaneda              | Castaneda              | 278                       | 3,96                |                     |
| Grono                  | Grono                  | 1 397                     | 37,12               |                     |
| Lostallo               | Lostallo               | 840                       | 50,87               |                     |
| Mesocco                | Mesocco                | 1 323                     | 164,77              |                     |
| Rossa                  | Rossa                  | 151                       | 58,89               |                     |
| Roveredo               | Roveredo               | 2 597                     | 38,80               |                     |
| Santa Maria in Calanca | Santa Maria in Calanca | 115                       | 9,31                |                     |
| San Vittore            | San Vittore            | 864                       | 22,06               |                     |
| Soazza                 | Soazza                 | 324                       | 46,42               |                     |

## Zmiany administracyjne
- 1 stycznia 2015
  - utworzenie gminy Calanca z gmin Arvigo, Braggio, Cauco i Selma
- 1 stycznia 2017
  - utworzenie gminy Grono z gmin Leggia i Verdabbio